# Violeta Urtizberea
Violeta Urtizberea (Buenos Aires, 19 de febrero de 1985) es una actriz argentina. Es hija del actor Mex Urtizberea.

## Vida personal
Es nieta del periodista Raúl Urtizberea, hija del actor Mex Urtizberea y sobrina del actor Gonzalo Urtizberea.
Desde 2015 está en pareja con el cantante Juan Ingaramo. En 2019 se convirtieron en padres de una niña a la que llamaron Lila.

## Carrera profesional
Su carrera en televisión incluye participaciones en cha cha cha, Magazine For Fai Gasoleros, Locas de amor, ¿Quien es el jefe?, Conflictos en red, Soy tu fan, Amo de casa, Mujeres asesinas, Lalola, Enseñame a vivir, Combinaciones, Los únicos, El pacto, Maltratadas, Graduados, Viudas e hijos del Rock & Roll, Educando a Nina, Las Estrellas, Otros Pecados, Rizhoma Hotel. La carrera teatral de Violeta incluye su participación en varias obras.

## Filmografía

### Cine
| Año  | Título                                       | Papel        | Notas        |
| ---- | -------------------------------------------- | ------------ | ------------ |
| 2005 | Normal, así lo resuelve Trobato              |              | Cortometraje |
| 2007 | Una novia errante                            | Tati         |              |
| 2008 | Un novio para mi mujer                       | Paola        |              |
| 2009 | Francia                                      | Maestra      |              |
| 2012 | No te enamores de mí                         | Paula        |              |
| 2014 | Las insoladas                                | Vicky        |              |
| 2015 | Voley                                        | Manuela      |              |
| 2016 | Tarde                                        | Paula        | Cortometraje |
| 2017 | Libro de la memoria: Homenaje a las víctimas | Marita       | Cortometraje |
| 2018 | La cigarra                                   | Ali          | Cortometraje |
| 2019 | El diablo blanco                             | Camila       |              |
| 2022 | El sistema Keops                             | Julieta      |              |
| 2022 | Legítima defensa                             | Paula        |              |
| 2023 | Casi muerta                                  | Julieta      |              |
| 2023 | Amor sin sentido                             | Isabel       |              |
| 2023 | Radio oriente                                | Nina Cantoni |              |

### Televisión
| Año       | Título                           | Papel                              | Notas                                     |
| --------- | -------------------------------- | ---------------------------------- | ----------------------------------------- |
| 1995-1998 | Magazine For Fai                 | Varios                             |                                           |
| 1999      | Gasoleros                        | Milena                             |                                           |
| 2000      | Calientes                        |                                    |                                           |
| 2004      | Locas de amor                    | Luz Teglia                         |                                           |
| 2005      | Conflictos en red                | Gabriela                           | Episodio: «Enmascarados»                  |
| 2006      | Amo de casa                      | Violeta Moreno                     |                                           |
| 2006      | Soy tu fan                       | Agustina                           |                                           |
| 2006      | Mujeres asesinas                 | Analía                             | Episodio: «Leticia, codiciosa»            |
| 2006      | ¿Quien es el jefe?               | Pía                                |                                           |
| 2007-2008 | Lalola                           | Julia Olmos                        |                                           |
| 2009      | Enseñame a vivir                 | Asaí / Clodine Fernández Salguero  |                                           |
| 2011      | Maltratadas                      | Patricia                           | Episodio: «Eterno retorno»                |
| 2011      | El pacto                         | Sol García Fabre                   |                                           |
| 2011      | Los Únicos                       | Mara                               |                                           |
| 2012      | Graduados                        | Gabriela Goddzer                   |                                           |
| 2013      | Por ahora                        | Martina                            | Episodio: «Antes muerta»                  |
| 2013      | Una vida posible                 | Florencia                          | Especial de la Fundación Huésped          |
| 2014      | El secreto de los Rossi          | Paula Rossi                        |                                           |
| 2014-2015 | Viudas e hijos del rock and roll | Lourdes Sánchez Elías de Arostegui |                                           |
| 2015      | Conflictos modernos              | Patricia Romano                    | Episodio: «Nahuel»                        |
| 2016      | Educando a Nina                  | Graciela «La negra»                |                                           |
| 2016      | La última hora                   | Mónica                             | Episodio: «La cabeza de novia»            |
| 2016      | Las palomas y las bombas         | Ana                                |                                           |
| 2017-2018 | Las Estrellas                    | Florencia Estrella                 |                                           |
| 2018      | Cien días para enamorarse        | Valeria Baños                      |                                           |
| 2018      | Rizhoma Hotel                    | Rosario                            | Episodios: «Un hijo como sea», «Mentiras» |
| 2019      | Otros pecados                    | Florencia Balbiani                 | Episodio: «La reina de las bodas»         |
| 2020      | Manual de supervivencia          | Ana                                |                                           |
| 2021-2022 | La 1-5/18                        | Charo Vidal                        |                                           |
| 2022      | El fin del amor                  | Clara                              | Episodio: «El mercado del deseo»          |
| 2024      | El sabor del silencio            | Juana                              |                                           |
| 2024      | Envidiosa                        | Lucila «Lu» Pedemonte              |                                           |

### Web
| Año  | Título              | Papel      | Notas                          |
| ---- | ------------------- | ---------- | ------------------------------ |
| 2013 | Famoso              | Ella misma | Episodio: «Violeta Urtizberea» |
| 2017 | El galán de Venecia | Turquesa   |                                |

## Teatro
| Año       | Título                           | Papel                        | Lugar                                                |
| --------- | -------------------------------- | ---------------------------- | ---------------------------------------------------- |
| 2000      | Cenicienta, la historia continúa | Lady Tremaine / Hada madrina | Teatro Maipo                                         |
| 2004-2007 | Lucro cesante                    | Amanda                       | Abasto Social Club                                   |
| 2006-2007 | Reproches constantes             |                              | Espacio Callejón / Abasto Social Club                |
| 2008      | Miami                            | Hija                         | Teatro El Cubo                                       |
| 2011      | Ocho mujeres                     |                              | Teatro Tabarís                                       |
| 2012      | Dónde van los corazones rotos    |                              | Teatro El Extranjero / Centro Cultural Ricardo Rojas |
| 2012      | Isósceles                        | Roberta                      | Teatro Chacarerean                                   |
| 2014      | Las lágrimas                     | Libertad                     | Centro Cultural de Cooperación                       |
| 2016-2017 | Despierto                        | Mora                         | Teatro Beckett                                       |
| 2019      | Terapia amorosa                  | Juana                        | Teatro Picadero                                      |
| 2022-2024 | Una casa llena de agua           | Milena                       | Teatro Metropolitan / Teatro Dumont 4040             |
| 2022-2023 | Inferno                          | Berenice                     | Teatro Astros                                        |
| 2024      | Quiero decir te amo              |                              | Teatro Picadero                                      |

## Premios y nominaciones
| Año  | Organización           | Categoría                                   | Trabajo                | Resultado | Ref(s) |
| ---- | ---------------------- | ------------------------------------------- | ---------------------- | --------- | ------ |
| 2007 | Premios Clarín         | Revelación femenina de televisión           | Lalola                 | Ganadora  | [ 25 ] |
| 2008 | Premios Martín Fierro  | Artista revelación                          | Lalola                 | Ganadora  | [ 26 ] |
| 2010 | Premios Martín Fierro  | Mejor actriz de comedia                     | Enseñame a vivir       | Nominada  | [ 27 ] |
| 2012 | Premios Tato           | Mejor actriz de reparto en ficción diaria   | Graduados              | Nominada  | [ 28 ] |
| 2017 | Premios Tato           | Mejor actriz protagonista de ficción diaria | Las Estrellas          | Nominada  | [ 29 ] |
| 2018 | Premios Martín Fierro  | Mejor actriz protagonista de ficción diaria | Las Estrellas          | Ganadora  | [ 30 ] |
| 2023 | Premios Martín Fierro  | Mejor actriz de reparto                     | La 1-5/18              | Nominada  | [ 31 ] |
| 2023 | Premios María Guerrero | Actuación unipersonal                       | Una casa llena de agua | Nominada  | [ 32 ] |